# ハイドン・セット
ハイドン・セット（ハイドン四重奏曲）は、ヴォルフガング・アマデウス・モーツァルトの作曲した6曲の弦楽四重奏曲（K. 387、K. 421、K. 428、K. 458、K. 464、K. 465）である。まとめてフランツ・ヨーゼフ・ハイドンに献呈されたので、このように総称される。
モーツァルトが2年あまりを費やして作曲し、傑作として親しまれている。
出版前、1785年1月15日と2月12日に、モーツァルトはハイドンを自宅に招き、この6曲の全てまたは数曲を披露している。モーツァルトはその際自らヴィオラを弾いたと伝えられる。
- 作曲：1782年12月31日から1785年1月14日
- 献呈：フランツ・ヨーゼフ・ハイドン
- 編成：ヴァイオリン2、ヴィオラ1、チェロ1
- 出版：1785年、ウィーンのアルタリア社より

## 作曲の背景
ハイドンがモーツァルトに及ぼした影響は大きく、モーツァルトが最初にハイドンの手法を学んで作曲したと思われる弦楽四重奏曲は、1773年にウィーンで完成した第8番から第13番（K. 168～173）の6曲である。これはハイドンの『太陽四重奏曲 作品20』（6曲）から影響を受けたものと考えられる。なお、当時、この種の作品は6曲まとめて出版される習慣があった。
モーツァルトにとって転機は1781年に訪れた。ハイドンが『太陽四重奏曲』を作曲した後、実に10年ぶりに新たな弦楽四重奏曲である『ロシア四重奏曲 作品33』（6曲）を完成させたのである。この作品群は、ハイドン自ら「全く新しい特別の方法で作曲された」と称したとおり、弦楽四重奏曲史上、画期的な意味を持つ。これをもって弦楽四重奏曲は古典主義的ソナタ形式を確立するに至った。
モーツァルトはこの意義の重要性を認め、この『ロシア四重奏曲』を研究し、自らも新たな弦楽四重奏曲の作曲を決意する。そして2年あまりを費やし、『ハイドン・セット』6曲を完成させた。
速筆なモーツァルトにとっても、このわずか6曲の作品群の完成には2年を費やす難事業だった。もちろん、モーツァルトはその間も他の作品を生み出していたので、弦楽四重奏曲のみにかかりきりだったわけではない。しかし、それを考慮に入れても、2年という歳月は特別な意味を持つといえるだろう。
モーツァルトは『ハイドン・セット』の出版時に、イタリア語で書かれた、ハイドンへの深い敬愛の念を込めた献辞の中で、24歳年上のハイドンに「わが最愛の友」と呼びかけ、この曲集を「長く困難な苦労の果実」と述べ、またこれらの曲を自らの息子にたとえて、ハイドンの「庇護と指導のもとにあらんことを」との言葉を贈っている。
これより先、モーツァルトは1785年1月15日と2月12日に、ハイドンをウィーンの自宅に招き、これらの新曲を披露した。
ハイドンはそこで感銘を受け、同席したモーツァルトの父レオポルト・モーツァルトに「神と私の名誉にかけて申し上げる。あなたのご子息は、私の知る、あるいは評判で知っている、全ての作曲家のうちで最も偉大な方です。彼は優れた趣味を持ち、さらには、最も優れた作曲の知識を持っています」と最大級の賛辞を述べ、その才能を激賞した。

## ハイドン・セットの6曲
1. 弦楽四重奏曲第14番 ト長調 K. 387（ハイドン・セット第1番）（1782年）
モーツァルトが作曲技術の粋を凝らした力作。『春』という呼び名がつくこともある。この曲から続く作品群は、モーツァルトがそれまでに作曲した弦楽四重奏曲よりも、曲の規模が大きくなっている。
2. 弦楽四重奏曲第15番 ニ短調 K. 421（ハイドン・セット第2番）（1783年）
弦楽四重奏曲第13番に次ぎ、弦楽四重奏曲全23曲中2曲の短調作品のうちの一つ。全体的に哀愁を感じさせる曲風である。全4楽章のうち、第1・第3・第4楽章が短調。さらに、第2楽章は長調ではあるが、寂しげな調べである。
3. 弦楽四重奏曲第16番 変ホ長調 K. 428（ハイドン・セット第3番）（1783年）
とても軽快なテンポが感じられる第1楽章から始まる。6曲中、もっともロマン派的色彩が濃い作品。
4. 弦楽四重奏曲第17番 変ロ長調 K. 458『狩』（ハイドン・セット第4番）（1784年）
『狩』というニックネームは、曲の出だしが、狩の角笛を思わせるところから付けられている。軽快な曲風でモーツァルトの弦楽四重奏曲のうちで特に親しまれている作品である。
5. 弦楽四重奏曲第18番 イ長調 K. 464（ハイドン・セット第5番）（1785年）
6曲中、最も規模の大きい作品。ベートーヴェンは、彼の作品18の6曲の弦楽四重奏曲を書くにあたり、この曲を研究したと伝えられる。
6. 弦楽四重奏曲第19番 ハ長調 K. 465『不協和音』（ハイドン・セット第6番）（1785年）
第一楽章冒頭序奏のアダージョは異様とも聴こえる和音を持ち、『不協和音』という名が付けられた。この不気味な緊張を感じさせる序奏の後は、一転して明るい曲風のアレグロが始まる。その後の楽章もモーツァルトらしい明快さが特徴である。

## 関連記事
- ロシア四重奏曲（フランツ・ヨーゼフ・ハイドン作曲）